# Forst (Lausitz)
Forst (Nedersorbisch: Baršć (Łužyca) is een plaats in de Duitse deelstaat Brandenburg. Het is de Kreisstadt van de Landkreis Spree-Neiße. De stad telt 17.691 inwoners.

## Geografie
Forst heeft een oppervlakte van 110,59 km² en ligt in het oosten van Duitsland aan de rivier de Neisse. Deze rivier vormt hier tevens de grens met Polen, als deel van de Oder-Neissegrens. Voor de Tweede Wereldoorlog lag aan de overzijde van de Neisse het stadsdeel Berge. Dit heet tegenwoordig Zasieki en vormt nu een deel van de gemeente Brody (Duits: Pförten). Van het voormalige stadsdeel is op een enkel huis na alle bebouwing afgebroken. Ook de oude stadsbrug werd na het einde van de Tweede Wereldoorlog niet weer opgebouwd. Tegenwoordig ligt een stuk noordelijker van de stad een nieuwe brug over de Neisse met een grensovergang.

## Stadsdelen en dorpen
Stadsdelen:
- Forst (Lausitz)
- Bohrau (nedersorbisch: Bórow)
- Briesnig (Rjasnik)
- Groß Bademeusel (Wjelike Bóžemysle)
- Klein Bademeusel (Małe Bóžemysle)
- Groß Jamno (Jamne)
- Klein Jamno (Małe Jamne)
- Mulknitz (Małksa)
- Naundorf (Glinsk)
- Horno (Rogow), bestaat sinds 2003 als een nieuwe nederzetting als vervanging voor het door de dagbouw Jänschwalde afgebroken dorp Horno
- Sacro (Krje)

De dorpen:
- Eulo (Wiłow)
- Keune (Chójna; tot 30 november 1937 Koyne)
- Noßdorf (Nosydłojce)
- Domsdorf (Domašojce)

## Demografie
- Ontwikkeling van de bevolking sinds 1875 binnen de huidige grenzen (blauwe lijn: Bevolking; stippellijn: Vergelijking van de ontwikkeling van de bevolking van de deelstaat Brandenburg, Grijze achtergrond: tijdens de nazi-regering, Rode achtergrond: tijdens de communistische regering)
- Recente ontwikkeling van de bevolking (blauwe lijn) en prognoses

| Jaar | Inwoners |
| ---- | -------- |
| 1875 | 19 084   |
| 1890 | 27 494   |
| 1910 | 31 594   |
| 1925 | 32 977   |
| 1939 | 36 771   |
| 1950 | 33 339   |
| 1964 | 32 342   |

| Jaar | Inwoners |
| ---- | -------- |
| 1971 | 31 471   |
| 1981 | 28 870   |
| 1985 | 28 031   |
| 1990 | 27 214   |
| 1995 | 25 701   |
| 2000 | 24 309   |
| 2005 | 22 391   |

| Jaar | Inwoners |
| ---- | -------- |
| 2010 | 20 618   |
| 2015 | 18 773   |
| 2016 | 18 651   |
| 2017 | 18 353   |
| 2018 | 18 164   |
| 2019 | 17 902   |
| 2020 | 17 691   |

Gegevensbronnen worden beschreven in de Wikimedia Commons.